# Lamponella taroom
Lamponella taroom is een spinnensoort uit de familie Lamponidae. De soort komt voor in Queensland.